# Fumo negli occhi/Canzoni stonate
Fumo negli occhi/Canzoni stonate è un singolo di Gianni Morandi, pubblicato nel 1982.
Fumo negli occhi è una cover di Smoke Gets in Your Eyes, brano scritto dal compositore statunitense Jerome Kern e dal paroliere Otto Harbach per la loro operetta del 1933 Roberta, adattato nel testo italiano da Calibi, pseudonimo di Mariano Rapetti, padre di Mogol.
Il brano, apparso per la prima volta nell'album Gianni 5 del 1968, fu stampato su 45 giri come sigla della serie televisiva Ciranda de pedra, trasmessa da Rete 4 nell'autunno del 1982.
Sul lato b fu riproposto Canzoni stonate, grande successo di Morandi dell'anno precedente.

## Edizioni
Entrambi i brani sono contenuti nell'album La mia nemica amatissima.

## Tracce
Lato A
1. Fumo negli occhi – 3:18 (Calibi-Jerome Kern-Otto Harbach)

Durata totale: 3:18
Lato B
1. Canzoni stonate – 4:19 (Mogol-Aldo Donati)

Durata totale: 4:19